# 寿柳貴彦
寿柳 貴彦（としやぎ たかひこ、1975年9月18日 - ）は、日本舞踊家。本名、青山 貴彦（あおやま たかひこ）、旧芸名は花柳貴彦。俳優の青山良彦（花柳嶽）を父に持ち、二代目花柳壽楽は祖父にあたる。二代目壽楽の姉は花柳流の家元だった二代目花柳壽輔の妻であり、貴彦は二代目壽輔の大甥にあたる。
三代目壽輔から後継者として指名されたと主張しており、三代目壽輔没後にその後見人の五代目花柳芳次郎が四代目花柳壽輔となって家元を継いだことをめぐり、四代壽輔側と対立していた。
花柳流騒動後、新たに「寿柳流」（としやぎりゅう）を創流し、寿柳貴彦として初代家元となる。

## 来歴
1975年、東京都に生まれる。祖父、壽楽の指導を受け5歳で初舞台を踏み、1991年、16歳の時に「花柳貴彦」の名前を許される。
1994年、早稲田大学理工学部入学したのを期に、一時日本舞踊の世界から離れる。その後、同大学大学院へ進学。大学院を卒業した2000年には清水建設へ入社し、2003年まで勤めた。退職の理由については、その前年に、当時の花柳流宗家家元であった三代目壽輔から、家元承継を前提として日本舞踊の世界に戻るよう要請を受けたためと主張している。舞踊界に戻った貴彦は2004年に明治座アカデミーの日本舞踊講師に就任、2005年には花柳流師範の資格を得る。
しかし三代目壽輔は後継者を公式に発表しないまま、 2007年5月23日に急逝する。その葬儀、告別式の場で、三代目壽輔の後見人であり喪主を務めた五代目花柳芳次郎が、四代目壽輔の襲名と四世宗家家元への就任を自ら発表したことから、四代目壽輔側と対立。2008年3月21日に貴彦は稽古場の明け渡しを求め四代目壽輔側を提訴、同年4月17日には家元の地位が自らにあることを確認する訴訟を起こした。
2010年には自主公演『花柳貴彦の会』を初めて開催し、以後は定期的に公演を行っている。
一方、四代目壽輔は2013年7月、自らの孫（妹の孫）の六代目花柳芳次郎を後継者に指名し、2014年4月には貴彦を花柳流から除名する。貴彦はこの除名処分の有効性をめぐって訴訟を起こした。2016年5月、東京地方裁判所は、除名処分を取り消す判決を言い渡した。判決の中で、除名処分は六代目芳次郎に家元の座を継がせるため貴彦を排除する意図をうかがわせると判断された一方、弁護士の田村勇人はこの判決について、貴彦側に処分取り消しを通じ四代壽輔の不当性を認めさせる狙いがあったものの、その点について裁判所は判断しなかったと分析した。その後、四代壽輔側は控訴したが、2016年12月に控訴は棄却された。その後、四代壽輔側が更に最高裁に上告したが、2017年5月9日に最高裁は上告を退け、除名を無効とする判決が確定した。ただし係争中の2016年6月に、四代目壽輔は六代目芳次郎に宗家家元の座を譲り、六代目芳次郎が五代目壽輔を、四代目壽輔は二代目花柳壽應を、それぞれ襲名している。
2018年、新たに「寿柳流」を創流し初代家元となる。以降、自主公演や能楽師との共演など多彩な舞台に出演。

## 評価
宝塚歌劇団在籍時に四代目壽輔から指導を受けた真矢ミキは、貴彦に否定的な見解を示し、訴訟に依らず話し合うよう主張した。これに対し、花柳流と深水流で日本舞踊を学んだ経歴を持つデヴィ・スカルノは四代目壽輔こそ横暴であると非難した。
朝日新聞の記者である米原範彦は、花柳流が貴彦の祖父の二代目壽楽を含めた実力者たちによって分裂すること無く存続してきたことを挙げ、訴訟に発展したことに否定的な見解を示している。